# 稲盛財団
公益財団法人稲盛財団（いなもりざいだん、英語: The Inamori Foundation）は、稲盛和夫（京セラ創業者）が私財200億円を投じて設立した公益財団法人。国際賞「京都賞」や研究助成、大学への寄付活動（京都大学、大阪大学、オックスフォード大学等）で知られる。

## 沿革
- 1984年（昭和59年）
  - 財団法人稲盛財団設立
- 1985年（昭和60年）
  - 第1回稲盛財団研究助成金贈呈式開催
  - 第1回京都賞授賞式開催
- 2008年（平成20年）
  - 京都大学に「稲盛財団記念館」寄贈
- 2009年（平成21年）
  - 九州大学に「稲盛財団記念館」寄贈
- 2011年（平成23年）
  - 公益財団法人の認定を受け「公益財団法人稲盛財団」へ移行
- 2022年（令和4年）
  - 文化庁長官表彰[2]